# الطريق الجهوية رقم 22 (تونس)

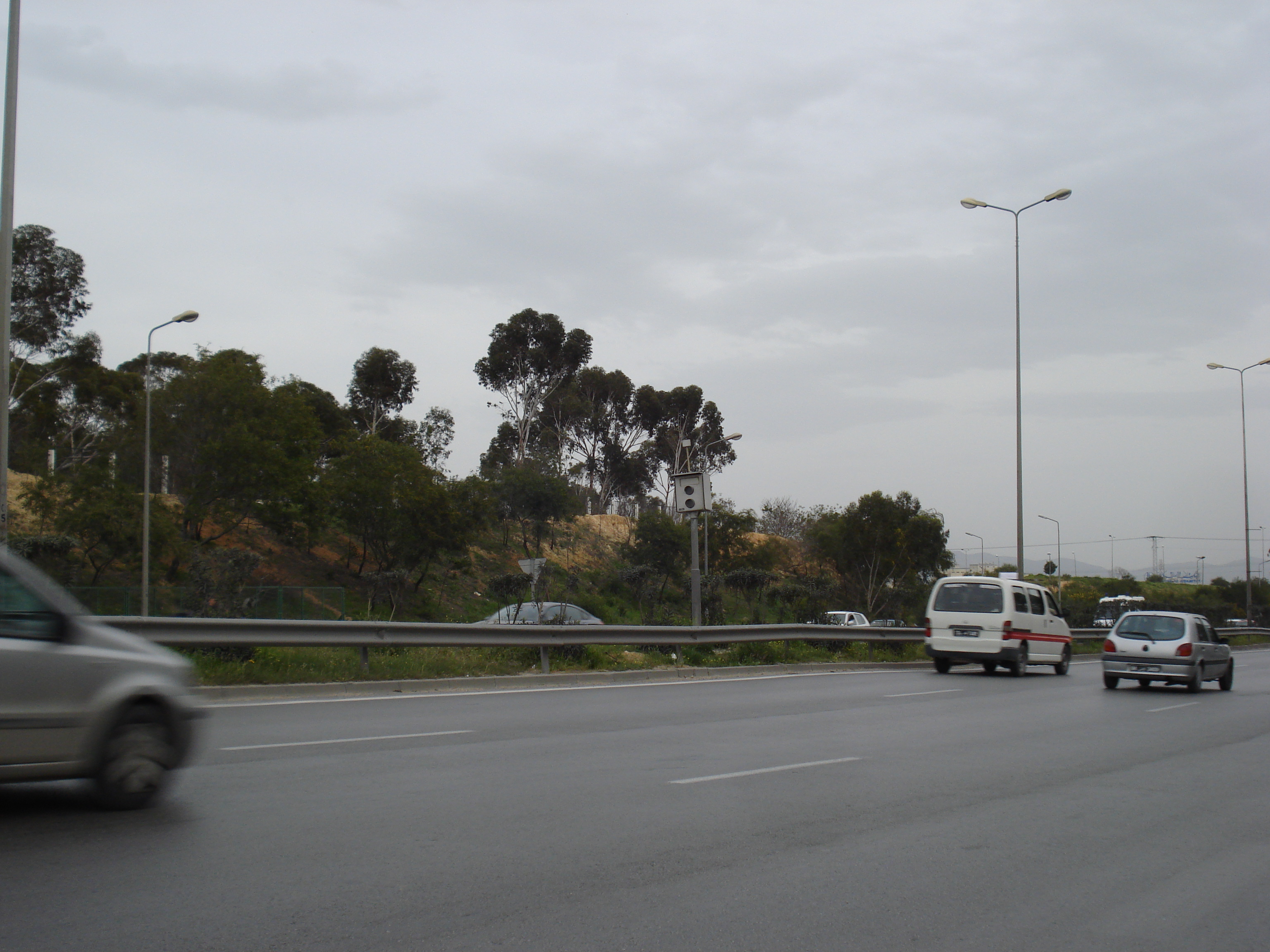
الطريق الجهوية رقم 22

الطريق الجهوية رقم 22 أو ط ج 22 طريق ثانوية تونسية تقع جنوب مدينة تونس في الشمال الشرقي التونسي، تربط بين شارع الجمهورية بمدينة تونس والطريق الوطنية رقم 1 قرب مدينة الزهراء، وهي تتصل بالطريق السيارة رقم 1.